# Distrikt Huaytará
Der Distrikt Huaytará liegt in der Provinz Huaytará der Region Huancavelica in Südwest-Zentral-Peru. Der Distrikt hat eine Fläche von 401,25 km². Beim Zensus 2017 lebten 2146 Einwohner im Distrikt. Im Jahr 1993 lag die Einwohnerzahl bei 2307, im Jahr 2007 bei 2249. Sitz der Distriktverwaltung ist die 2658 m hoch gelegene Provinzhauptstadt Huaytará mit 1157 Einwohnern (Stand 2017).

## Geographische Lage
Der Distrikt Huaytará liegt an der Westflanke der peruanischen Westkordillere im Westen der Provinz Huaytará. Der Río Huaytará, ein linker Nebenfluss des Río Pisco, entwässert den nördlichen Distrikt nach Westen, der Río Tambillos, ein rechter Nebenfluss des Río Ica, den Südteil des Distrikts nach Südwesten.
Der Distrikt Huaytará grenzt im Südwesten an die Distrikte Santiago de Chocorvos und San José de los Molinos (Provinz Ica), im Westen an den Distrikt Huancano (Provinz Pisco), im Norden an die Distrikte Quito-Arma, Huayacundo Arma und San Antonio de Cusicancha sowie im Osten an die Distrikte Tambo und Ayaví.